# Royn Hvalba
El Royn Hvalba o Bóltfelagið Royn, o simplement Royn, és un club de futbol i d'esports de la localitat de Hvalba, a les illes Fèroe. Va ser fundat el 23 d'octubre de 1923. L'equip de futbol masculí juga actualment a la 3a divisió feroesa (temporada 2020). Té diverses seccions tant masculines com femenines i un gerent gestiona conjuntament els equips juvenils del Royn i del TB Tvøroyri. El Royn és un dels tres clubs de futbol existents a l'illa Suðuroy. Els altres dos clubs són el FC Suðuroy, amb base a Vágur i el TB Tvøroyri de Tvøroyri. El Royn Hvalba juga els seus partits a casa al camp de futbol de Hvalba, que és un camp d'herba (herba natural).
El 15 de desembre de 2016 es va decidir que els tres clubs de l'illa Suðuroy es fusionessin en un nou club per a la temporada 2017, i van crear el TB / FC Suðuroy / Royn. Aquest equip es coneixia en feroès amb el nom de Suðuroyarliðið (l'equip de Suðuroy). Tanmateix el 2018 aquest equip es va dissoldre pels pobres resultats que aconseguia.

## Palmarès equip de futbol masculí

### Lliga feroesa
- 1. deild (2a divisió): 
  - Campió el 1946
- 2. deild (3a divisió): 
  - Campió el 1977, 1996 i 2003
- 3. deild (4a divisió): 
  - Campió el 2014 i 2019

### Copa feroesa
- Finalista el 1983